# Ashmorův a Cartierův ostrov
Ashmorův a Cartierův ostrov jsou dvě skupinky malých tropických ostrovů v Indickém oceánu, na hraně kontinentálního šelfu. Skupina Ashmorův ostrov leží na 12°13′59″ j. š., 123°4′59″ v. d., Cartierův ostrov na 12°31′59″ j. š., 123°31′59″ v. d., 146 km jižně od indonéského ostrova Roti (soused Timoru) a 369 km severozápadně od pobřeží Západní Austrálie.

## Geografie
Útesy ohraničují oblast o 199 km², to je ovšem včetně lagun. Plocha území vyčnívajícího nad mořskou hladinu činí pouhých 5 km². I když pobřeží měří 74 km, nejsou tu žádné přístavy, pouze kotviště na moři. Nedaleký útes Hibernia není součástí teritoria. Hibernia nemá žádné trvale suché části, přestože velké části útesu vyčnívají nad hladinu během odlivu.
- Ashmore Reef 155,40 km² ohraničeno útesem (včetně laguny)
  - West Islet, 51 200 m² souše
  - Middle Islet, 21 200 m² souše
  - East Islet, 25 000 m² souše
- Cartier Reef 44,03 km² ohraničeno útesem (včetně laguny)
  - Cartier Island, 17 000 m² souše

## Národní přírodní rezervace
Území je spravováno z Canberry australským ministerstvem životního prostředí. Austrálie zodpovídá za jeho obranu. Ashmore a Cartier jsou periodicky navštěvovány Královským australským námořnictvem a letectvem.
V srpnu 1983 zde vznikla rezervace Ashmore Reef Marine National Nature Reserve. Chrání hodnotné území na trase mořských proudů z Tichého oceánu přes malajské ostrovy do Indického oceánu. Žije zde 14 různých druhů mořských hadů, což je více než kdekoli jinde na světě. U Ashmorova ostrova byla zaznamenána i velká rozmanitost druhů korálů, měkkýšů a ryb. Indonéským rybářům je v omezené míře dovoleno tradiční rybářství v této oblasti.
Cartier Island Marine Reserve zahrnuje písečný ostrov Cartier, útes kolem něj, vody oceánu v okruhu 7,2 km a 1000 m pod mořským dnem. Tato rezervace byla vyhlášena v roce 2000.

## Vyjmutí z Australské migrační zóny
Ashmorův ostrov je nejbližší kus australského území k indonéským břehům a jako takový byl v minulosti oblíbeným cílem pašeráků lidí, kteří dopravovali žadatele o azyl do Austrálie. Austrálie se bránila řadou opatření, posledním z nich bylo vyjmutí těchto a mnoha dalších malých ostrovů z australské migrační zóny.